# Chlaeminus
Chlaeminus is een geslacht van kevers uit de familie van de loopkevers (Carabidae). De wetenschappelijke naam van het geslacht is voor het eerst geldig gepubliceerd in 1865 door Motschulsky.

## Soorten
Het geslacht Chlaeminus omvat de volgende soorten:
- Chlaeminus annamensis Tschitscherine, 1903
- Chlaeminus biguttatus Motschulsky, 1865
- Chlaeminus biplagiatus Chaudoir, 1869
- Chlaeminus cruciatus Chaudoir, 1869
- Chlaeminus fasciatus Straneo, 1954
- Chlaeminus flavoguttatus (Motschulsky, 1864)
- Chlaeminus kedirensis Andrewes, 1936
- Chlaeminus obscurus Straneo, 1951
- Chlaeminus quadriplagiatus Chaudoir, 1869
- Chlaeminus reductus Straneo, 1940
- Chlaeminus senegalensis Straneo, 1939
- Chlaeminus sexmaculatus Straneo, 1948
- Chlaeminus sparsepunctatus Jedlicka, 1935
- Chlaeminus tetrastictus Andrewes, 1936
- Chlaeminus unipustulatus Straneo, 1979
- Chlaeminus variegatus Straneo, 1939